# Pterozonium braueri
Pterozonium braueri är en mångfotingart som först beskrevs av Carl Graf Attems 1900.  Pterozonium braueri ingår i släktet Pterozonium och familjen Siphonophoridae. Inga underarter finns listade i Catalogue of Life.